# Pomatocalpa marsupiale
Pomatocalpa marsupiale är en orkidéart som först beskrevs av Friedrich Fritz Wilhelm Ludwig Kraenzlin, och fick sitt nu gällande namn av Johannes Jacobus Smith. Pomatocalpa marsupiale ingår i släktet Pomatocalpa och familjen orkidéer. Inga underarter finns listade i Catalogue of Life.